# IC 5124
IC 5124 ist eine linsenförmige Galaxie vom Hubble-Typ S0-a im Sternbild Steinbock am Südsternhimmel. Sie ist schätzungsweise 475 Millionen Lichtjahre von der Milchstraße entfernt.
Das Objekt wurde am 30. September 1897 von Herbert Howe entdeckt.